# Мохамед, Мустафа
Мустафа Хассан Мохамед — шведский легкоатлет сомалийского происхождения. Специализируется в беге на 3000 метров с препятствиями. Многократный чемпион Швеции на средних дистанциях, в полумарафонском беге и в кроссе. В 2003 году занял 30-е место на чемпионате мира по полумарафону. На Олимпийских играх 2004 года занял 13-е место, а на Олимпиаде 2008 года 10-е место. Занял 4-е место на чемпионате Европы 2006 года. Занял 27-е место на чемпионате мира по кроссу 2007 года. В этом же году финишировал 7-м на всемирном легкоатлетическом финале в Штутгарте. На мировом первенстве в Берлине закончил дистанцию на 14-м месте.
В настоящее время владеет рекордами Швеции в беге на 3000 метров с/п на открытом воздухе, в беге на 10 километров по шоссе и на дистанции 5000 метров в помещении.
С 2011 года перешёл на более длинные дистанции. На Гамбургском марафоне 2012 года занял 9-е место, показав время 2:12.28. Занял 22-е место в марафоне на чемпионате мира 2013 года в Москве.